# Sebastian Idoff
Sebastian Idoff, född 2 december 1990 i Malmö, är en svensk professionell ishockeymålvakt som spelar för Diables Rouges de Briançon i Ligue Magnus.
Han har tidigare spelat för bl.a. Frölunda HC, Södertälje SK, IF Troja-Ljungby och Asplöven HC.